# Homoneura tibetensis
Homoneura tibetensis är en tvåvingeart som beskrevs av Gao och Yang 2003. Homoneura tibetensis ingår i släktet Homoneura och familjen lövflugor. Inga underarter finns listade i Catalogue of Life.